# スーパーガール (DCコミックス)
スーパーガール（英: Supergirl）は、DCコミックスの出版するアメリカン・コミックス。また、それを原作とした映画、テレビドラマのタイトル。

## 概要
オットー・バインダーとアル・プラスティーノによって創造され、1959年5月の"Action Comics #252"「The Supergirl from Krypton」でカーラ・ゾー゠エルとしてのスーパーガールが初登場した。
1972年11月にカーラ・ゾー゠エルを主人公にしたスーパーガールのシリーズ"Supergirl vol.1"が始まり、1982年に『The Daring New Adventures of Supergirl』とタイトルを変更して"Supergirl vol.2"が刊行された。1994年にマトリックスを主人公にしたスーパーガールのシリーズ"Supergirl vol.3"が刊行され、1996年にはリンダ・ダンバースを主人公にしたスーパーガールのシリーズ"Supergirl vol.4"が刊行された。
2004年5月の"Superman/Batman #8"「The Supergirl from Krypton」で再びカーラ・ゾー゠エルとしてのスーパーガールが紹介され、2005年から"Supergirl vol.5"が始まり個人誌が刊行されている。

## 書誌情報

### 漫画

#### 翻訳版
- スーパーマン/バットマン:スーパーガール

ヴィレッジブックス刊。ISBN 978-4864913041

#### 原語版
| タイトル                                         | 収録内容 | 刊行日          | ISBN            |
| (1959年-1982年)                                  | (1959年-1982年) | (1959年-1982年) | (1959年-1982年) |
| ------------------------------------------------ | --- | --------------- | --------------- |
| Showcase Presents: Supergirl Vol.1               | Action Comics #252-281, Adventure Comics #278 Superboy #80, Superman #123, 139, 140, 144 Superman's Girl Friend Lois Lane #14 and Superman's Pal Jimmy Olsen #40, 46, 51 | 2007年11月      | 978-1401217174  |
| Showcase Presents: Supergirl Vol.2               | Action Comics #283-321 | 2008年12月      | 978-1401219802  |
| (1982年-1984年)                                  | |                 |                 |
| Daring New Adventures of Supergirl Vol.1         | The Daring New Adventures of Supergirl (Supergirl Vol.2) #1-12 | 2016年7月       | 978-1401263461  |
| Daring New Adventures of Supergirl Vol.2         | The Daring New Adventures of Supergirl (Supergirl Vol.2) #13-23 | 2017年9月       | 978-1401271152  |
| (2004年-2011年)                                  | |                 |                 |
| Superman/Batman Vol.2: Supergirl                 | Superman/Batman #8-13 | 2005年9月       | 978-1401202507  |
| Supergirl Vol.1: The Girl of Steel               | Supergirl Vol.5 #0-10, #12 | 2016年2月       | 978-1401260934  |
| Supergirl Vol.2: Breaking the Chain              | Supergirl Vol.5 #11, #13-22 and DCU Infinite Holiday Special #1 | 2016年8月       | 978-1401264673  |
| Supergirl Vol.3: Ghosts of Krypton               | Action Comics #850 and Supergirl Vol.5 #23-33 | 2017年6月       | 978-1401270797  |
| Supergirl Vol.4: Daughter of New Krypton         | Supergirl Vol.5 #34-43 | 2018年1月       | 978-1401274825  |
| Supergirl Vol.5: The Hunt for Reactron           | Action Comics #881-882 and Supergirl Vol.5 #45-46 | 2019年1月       | 978-1401285746  |
| Supergirl: Being Super                           | Supergirl: Being Super #1-4 | 2018年6月       | 978-1401268947  |
| New 52 (2012年-2016年)                           | |                 |                 |
| Supergirl Vol.1: Last Daughter of Krypton        | Supergirl Vol.6 #1-6 | 2012年10月      | 978-1401236809  |
| Supergirl Vol.2: Girl in the World               | Supergirl Vol.6 #0, #8-12 | 2013年7月       | 978-1401240875  |
| Supergirl Vol.3: Sanctuary                       | Supergirl Vol.6 #13–20 | 2014年2月       | 978-1401243180  |
| Supergirl Vol.4: Out of the Past                 | Supergirl Vol.6 #21–25 and Superman Vol.3 #23.1: Cyborg Superman | 2014年7月       | 978-1401247003  |
| Supergirl Vol.5: Red Daughter of Krypton         | Supergirl Vol.6 #26–33, Red Lanterns #28-29 and Green Lantern Vol.5 #28                                                                                                  | 2015年1月       | 978-1401250515  |
| Supergirl Vol.6: Crucible                        | Supergirl Vol.6 #34-40 and Supergirl: Future's End #1 | 2015年7月       | 978-1401255411  |
| DC Rebirth (2016年-2018年)                       | |                 |                 |
| Supergirl Vol.1: Reign of the Cyborg Supermen    | Supergirl Rebirth #1 and Supergirl Vol.7 #1-6 | 2017年5月       | 978-1401268466  |
| Supergirl Vol.2: Escape from the Phantom Zone    | Supergirl Vol.7 #7-11 and Batgirl Annual #1 | 2017年10月      | 978-1401274337  |
| Supergirl Vol.3: Girl of No Tomorrow             | Supergirl Vol.7 #12-14 and Supergirl Annual #1 | 2018年4月       | 978-1401278243  |
| Supergirl Vol.4: Plain Sight                     | Supergirl Vol.7 #15-20 | 2018年11月      | 978-1401284879  |
| スピンオフ                                       | |                 |                 |
| Supergirl: Cosmic Adventures in the 8th Grade    | Supergirl: Cosmic Adventures in the 8th Grade #1-6 | 2009年12月      | 978-1401225063  |
| ドラマ『SUPERGIRL/スーパーガール』のコミカライズ | |                 |                 |
| Adventures of Supergirl                          | Adventures of Supergirl #1-13 | 2016年9月       | 978-1401262655  |

### 絵本
- Supergirl Takes Off! (DC Super Friends)

ランダムハウス刊。ISBN 978-0399553448
- Sweet Dreams, Supergirl (DC Super Heroes)

キャップストーン刊。ISBN 978-1623709983

## スピンオフ
タイニー・タイタンズ
ティーン・タイタンズが小学生となった日常を描いた作品。コミカルな絵柄と作風が特徴。
DCスーパーペッツ
DCコミックスに登場するペットを主役にしたシリーズ。ストリーキーとコメットが登場している。
スーパーマン・ファミリー・アドベンチャーズ
1974年から1982年にかけて刊行されていた『スーパーマン・ファミリー』のシリーズをアート・バルタザールが絵本風にアレンジした作品。
アメコミ・ガールズ
DCコミックスの女性キャラクターを日本のアニメ風にデザインしたシリーズ。
DCコミックス・ボムシェルズ
DCコミックスの女性キャラクターをピンナップガール調にアレンジしたシリーズ。
ゴッサムシティ・ガレージ
DCコミックスの女性キャラクターとオートバイを組み合わせたシリーズ。

## 映画
『スーパーガール』 (1984年)
演 - ヘレン・スレイター、日本語吹替 - 石川秀美
『ティーン・タイタンズ・ゴー! トゥ・ザ・ムービーズ』 (2018年)
声 - メレディス・サレンジャー
『ザ・フラッシュ』 (2023年)
演 - サッシャ・カジェ、日本語吹替 - 橋本愛
『スーパーマン』 (2025年)
演 - ミリー・オールコック、日本語吹替 - 永瀬アンナ
『スーパーガール：ウーマン・オブ・トゥモロー（原題）』(2026年)
演 - ミリー・オールコック

## ドラマ
ヤング・スーパーマン (2001年-2011年)
演 - ローラ・ヴァンダーヴォート
シーズン7より登場。ローラ・ヴァンダーヴォートはTV版『スーパーガール』のインディゴ役で、2016年放映の3エピソードにゲスト出演している。
SUPERGIRL/スーパーガール (2015年-現在)
演 - メリッサ・ブノワ、日本語吹替 - 小松未可子
2015年10月からCBSによりメリッサ・ブノワ主演でテレビドラマが開始された。2016年10月からのシーズン2からはCWで放送。日本ではAXNが2016年3月より放送している。過去の映像化作品でスーパーガールを演じたヘレン・スレイター、ローラ・ヴァンダーヴォートのゲスト出演がある。
インベージョン! 最強ヒーロー外伝 (2016年)
演 - メリッサ・ブノワ、日本語吹替 - 小松未可子
『ARROW/アロー』『THE FLASH/フラッシュ』『レジェンド・オブ・トゥモロー』とのクロスオーバー。
クライシス・オン・アースX 最強ヒーロー外伝 (2017年)
演 - メリッサ・ブノワ、日本語吹替 - 小松未可子
『ARROW/アロー』『THE FLASH/フラッシュ』『レジェンド・オブ・トゥモロー』とのクロスオーバー。

## アニメ
バットマン (アニメ) (1992年-1995年)
声 - ニコール・トム
スーパーマン (アニメ) (1996年-2000年)
声 - ニコール・トム、日本語吹替 - たかはし智秋
ジャスティス・リーグ (アニメ) (2001年-2006年)
声 - ニコール・トム
スーパーマン/バットマン:アポカリプス (2010年)
声 - サマー・グロー
ダークサイドとの戦いを描いたOVA。
Super Best Friends Forever (2012年)
声 - ニコール・サリバン
カートゥーンネットワークで放映されていたDC Nation Shortsの短編アニメ。現在はYouTubeの公式チャンネルで全5話が無料視聴できる。バットガール、ワンダーガールとのエピソード。
1. 『Invisible Joy Ride (full)』 - YouTube
2. 『Time Waits for No Girl (full)』 - YouTube
3. 『Grounded (full)』 - YouTube
4. 『Name Game (full)』 - YouTube
5. 『Don't Fight Girls (full)』 - YouTube

スーパーマン:アンバウンド (2013年)
声 - モリー・C・クイン
ブレイニアックとの戦いを描いたOVA。
DCスーパーヒーロー・ガールズ (2015年-現在)
声 - アネ・フェアウェザー、日本語吹替 - 寺崎裕香
公式サイト及びYouTubeチャンネルで配信しているウェブアニメ。主要キャラクターの1人として登場。
DC Super Hero Girls『 新たな始まり』 - YouTube
ジャスティス・リーグ・アクション (2016年-現在)
声 - ジョアン・スプラックルン
My Adventures with Superman (2024年-)
声 - キアナ・マデイラ

## ゲーム
DCユニバース・オンライン (2011年)
声 - エイドリアン・ミシュラー
インジャスティス2 (2017年)
声 - ローラ・ベイリー
対戦型格闘ゲーム。プレイアブルキャラクターとしてスーパーガールが登場している。

## 劇場映画
1984年にヘレン・スレイター主演で映画化された。クリストファー・リーヴ主演の映画『スーパーマン』シリーズと同じユニバースだが、ワンシーンにおいてスーパーマンのポスターが映り、ジョン・ウィリアムズのメインテーマが流れる他、ファントム・ゾーンとジミー・オルセンが登場するのみで、映画『スーパーマン』シリーズと直接的な物語の関連性はない。ヘレン・スレイターは三部作に出演する契約を結んでいたが、興行的に不発だったため、1作しか製作されなかった。
ストーリー
スタッフ
- 監督：ヤノット・シュワルツ
- 製作：イリヤ・サルキンド
- 脚本：デヴィッド・オデル
- 撮影：アラン・ヒューム
- 特撮：デレク・メディングス
- 音楽：ジェリー・ゴールドスミス

キャスト
俳優、役名、日本語吹替の順。
- ヘレン・スレイター - カーラ・ゾエル / リンダ・リー / スーパーガール（石川秀美）
- フェイ・ダナウェイ - セレナ（来宮良子）
- ピーター・オトゥール - ザルター（野沢那智）
- マーク・マクルーア - ジミー・オルセン（古川登志夫）
- ミア・ファロー - アルラー（小宮和枝）
- ハート・ボックナー - イーサン（水島裕）
- ブレンダ・ヴァッカロ - ビアンカ（中西妙子）
- ピーター・クック - ナイジェル（家弓家正）
- モーリーン・ティーフィー - ルーシー（麻上洋子）
- サイモン・ウォード - ゾーエル（西村知道）

その他の日本語吹き替えキャスト…山内雅人、佐々木るん、勝生真沙子、田辺宏章、秋元羊介、巴菁子、神代知衣、羽村京子
※初回放送：1986年5月3日『ゴールデン洋画劇場』21:03-23:24
エピソード
- 劇場封切りはイギリスと日本では1984年7月だったが、アメリカでは当初の夏公開予定から11月に延期となった。
- このころの原作コミックでは、胸のSマークはスーパーマンと違い左胸に小さくワッペン大だったが、この映画ではスーパーマン同様の胸全体の大きさに改変されている（スーパーガールの登場時はSマークは胸全体の大きさであり、コミックスでのデザイン変更前に回帰した）。
- クリストファー・リーヴは本作へのカメオ出演を打診されたが、辞退した。
- 地球人に扮した主人公が学校の女子寮に入寮した時、クリストファー・リーヴ演じるスーパーマンのポスターが映り、そのテーマ曲のメロディーが流れる。

後者は上映当事に発売されたサントラ盤LPレコード等には未収録だったが、その後完全盤CD（外部リンク参照）が再発された時に収録されている。
- 日本でテレビ放送された際のスレイターの吹替は、当時のアイドル石川秀美が担当した。
- フェイ・ダナウェイ演ずるセレナのセリフの吹替は、「立腹したー」など不自然な日本語が目立った。

日本語版翻訳は額田やえ子によるもので、ジェネオン エンタテインメント発売のDVDに収録されている。ワーナー・ホーム・ビデオ発売のDVDには日本語吹替は収録されていない。
- スーパーガールの衣装は、Sマークが付いた青色の長袖レオタード、Sマークが付いた赤色のマント、黄色のV字形ウエストバンドが付いた表地が赤色で裏地が黄色のミニスカート、上部が黄色く縁取られた赤色のブーツトップス。

日本では映画の宣伝のほかに某テレビCMにも出演しており、ヘレン・スレイター自らスーパーガールの衣装のままプールから出てきて、上空に飛び立つシーンがスローモーションでゆっくり流れていた。
- ヘレン・スレイターは2001年から始まったドラマ『ヤング・スーパーマン』でカル・エル（クラーク・ケント）の母ララ (Lara) を演じ、2015年から始まったドラマ『SUPERGIRL/スーパーガール』では、メリッサ・ブノワ演じるカーラ・ゾー＝エル（カーラ・ダンバース）の養母イライザ・ダンバースを演じた。
- 本作にも登場するフォトジャーナリストのジミー・オルセン役のマーク・マクルーア（英語版）は、クリストファー・リーヴがスーパーマンを演じた『スーパーマン』シリーズと『スーパーガール』の全5作に同じ役で出演した唯一の俳優である。マーク・マクルーアは後年、『ヤング・スーパーマン』のシーズン7の第10話「もう一人の自分」 Persona （2008年）でクリプトン人の科学者ダックス・ウールを演じた。また、映画『ジャスティス・リーグ』（2017年）では警官役でカメオ出演している[14]。